# Jakob Bundgaard
Jakob Bundgaard (født 1973) er professor ved Juridisk Institut, Aalborg Universitet. Hans forskningsområde er skatteret. 

## Uddannelse og karriere
Jakob Bundgaard er uddannet Cand.merc.(jur.) ved Copenhagen Business School/Aalborg Universitet (1998), hvorefter han var Tax Consultant ved Deloitte & Touche. I 2006 modtog han sin Ph.d. ved Copenhagen Business School. I 2007 var han Visiting Scholar ved Stanford Law School i Californien, USA. I 2009 stiftede han Copenhagen Research Group on International Taxation (CORIT), som siden 2012 har været videreført som CORIT Advisory P/S, hvor han har været Adm. direktør siden stiftelsen. Han har desuden været partner ved Deloitte (2008-2010) og Moalem Weitemeyer Advokatpartnerselskab (2010-2011). Fra 2010 til 2020 var han adjungeret professor ved Aarhus Universitet og i 2020 blev han professor ved Aalborg Universitet. 

Siden 2003 har han været medlem af en række bedømmelsesudvalgt herunder for Ph.D.-graden, og predefence, den svenske Jur.dr.-grad, den norske Ph.D.-grad, adjunkturer. Siden 2011 har han været medlem af Skatteudvalget for Aktive Ejere (tidligere DVCA) og siden 2016 medlem af Skattelovrådet, udpeget af Skatteministeren. I 2017 modtog han Karnovs Skattepris og han har siden 2020 været formand for Dansk Skattevidenskabelig Forening. Endelig var han fra 2014 til 2020 medlem af Academic Committee i European Association of Tax Law Professors.  